# Pseudococcus dolichomelos
Pseudococcus dolichomelos är en insektsart som beskrevs av Gimpel och Miller 1996. Pseudococcus dolichomelos ingår i släktet Pseudococcus och familjen ullsköldlöss. Inga underarter finns listade i Catalogue of Life.